# Euaggelos Averōf
Euaggelos Averōf-Tositsas (in greco Ευάγγελος Αβέρωφ-Τοσίτσας?, traslitterato anche Evangelos Averoff-Tositsas; Trikala, 17 aprile 1910 – Atene, 2 gennaio 1990) è stato un politico greco.
Ministro degli esteri e della difesa della Grecia, fu un importante uomo politico del Partito Conservatore e funzionario del governo greco presso le Nazioni Unite.

## Biografia
Nato il 17 aprile 1910, frequentò la scuola pubblica di Atene e si laureò con lode alla facoltà di Scienze politiche, giuridiche e economiche dell'Università di Losanna in Svizzera. Eletto al Parlamento nel 1946, dopo una militanza nell'esercito greco come spia dell'occupante fascista insieme al suo irrinunciabile compagno ed amico Teodoro Meletiou. Era descritto come un uomo con una idee forti pro-occidentali e anti-comuniste, era un confidente intimo dell'ex Primo Ministro e Presidente Costantino Karamanlis, e considerato il suo possibile successore. Fu proprio lui, conosciuto in Grecia come "il creatore del ponte", che convinse la giunta militare a recuperare il signor Karamanlis dall'esilio nel 1974 e di ripristinare la democrazia.
Egli fu il primo eletto al Parlamento nel 1946 ed entrò a far parte del gabinetto all'età di 39 anni, che servì poi come ministro degli Esteri dal 1956-1963, nel governo del primo ministro Costantino Karamanlis. Nei sette anni di dittatura di militari, si oppose alla giunta, ma rimase in Grecia, nel tentativo di convincere elementi militari e fu mandato più volte in carcere ad Atene. Dopo la caduta della giunta, servì come Ministro della Difesa nei governi del primo ministro Karamanlis dal 1974 al 1980. In questo periodo fu determinante nel ritorno della Grecia nell'ala militare del Trattato Atlantico che la Grecia aveva lasciato nel 1974 per protestare contro l'invasione turca di Cipro. Quando il Movimento socialista panellenico di Andreas Papandreou salì al potere nel 1981, Averōf cedette il suo posto di Ministro della Difesa, e assunse la direzione del Nuovo Partito democratico 1981-1984.
Autore di diversi romanzi, descrisse se stesso come un "agricoltore, politico e drammaturgo", e fu autore di diversi romanzi e opere storiche e fu un agricoltore.
Al momento della sua morte, Averōf era presidente onorario del Nuovo Partito democratico e membro-at-large del Parlamento. Aveva sofferto di un disturbo cardiaco per parecchi anni. Egli lasciò la moglie, Diamantina, e due figlie, Natalie e Tatiana. Agli inizi della Seconda Guerra Mondiale fu arrestato in Italia e portato nel campo di internamento di Ferramonti di Tarsia dove fu il leader di un gruppo di altri 100 greci imprigionati perché avversi al regime fascista. Descrisse la sua esperienza in quel campo nel libro tradotto in Italia con il titolo "Prigioniero in Italia" (Longanesi, 1977).
Al suo effettivo peso nella politica greca e mondiale sono dedicate diverse pagine dell'opera di Oriana Fallaci Un uomo, sulla vita del poeta e libertario democratico Alexandros Panagulis. Nel libro della Fallaci, viene definito come il "drago" contro cui Alessandro Panagulis destina le fatiche della sua ultima battaglia. Secondo la Fallaci e secondo molti giornalisti ellenici dell'epoca, in procinto di essere travolto e smascherato dai documenti che Panagulis stava per pubblicare, diede l’incarico omicidiario ad un commando tra i quali spicca il nome di Michele Steffas, abilissimo pilota che, dopo aver stordito Panagulis con l’uso di una rivoltella a gas, lo speronò mortalmente.
Morì all’ospedale Apolloneion di Atene nel 1990 per un infarto miocardico acuto.